# Agrippinus (generaal)
Agrippinus was een West-Romeinse generaal (magister militum) halverwege de 5e eeuw.
Agrippinus was een Gallo-Romein en diende omstreeks 452 als militair commandant in Gallië. Hydatius van Aquae Flaviae schrijft over hem in een brief aan bisschop Euphronius van Autun. In deze brief noemt hij Agrippinus comes, een hoge ambtelijke functie die vaak als "graaf" wordt vertaald, maar in die tijd gedragen werd door de leidende functionarissen van het Romeinse rijk welke vaak directe toegang hadden tot de keizer. In 457 werd hij door keizer Majorianus uit zijn ambt ontheven op beschuldiging van verraad , maar blijkbaar kreeg hij later gratie. Een aantal jaren vernemen we niets over hem. In zijn plaats kreeg Aegidius, eveneens een Gallo-Romein en bevriend met Majorianus  de leiding over het militaire commando in Gallië. Aegidius wordt, gelet op de gebeurtenissen die volgden, gezien als een rivaal van Agrippinus. 
De opvolger van Agrippinus handelde behoorlijk succesvol, maar na de moord op Majorianus door Ricimer in 461, kwam Aegidius in conflict met de nieuwe West-Romeinse regering. Aegidius verklaarde zich onafhankelijk en vestigde een eigen heerschappij in Gallië. De naam van Agrippinus kwam hierna opnieuw bovendrijven. Door Libius Severus de nieuwe keizer werd Agrippinus hersteld in zijn oude functie als generaal. Als tegenstander van Aegidius kreeg hij de opdracht mee diens macht in Gallië te bestrijden. In 461/62 zocht hij steun bij de Visigoten voor de keizer in Italië. In ruil voor hun steun deed hij afstand van de stad Narbonne De Visigoten traden als gevolg daarvan in 463 op tegen Aegidius, een aanval die eindigde in een nederlaag bij de stad Orleans. Na deze gebeurtenissen wordt niets meer vernomen over Agrippinus in de bronnen.